# کودوم
کودوم (به هلندی: Koudum) یک منطقهٔ مسکونی در هلند است که در سودوست-فریسلان واقع شده‌است. کودوم ۲٬۷۰۰ نفر جمعیت دارد.